# Bioware
BioWare är en kanadensisk datorspelsutvecklare, främst rollspel – så kallade RPG:s. BioWare har sitt säte i Edmonton, Kanada samt i Austin, Texas. De har bland annat utvecklat spelen Shattered Steel, MDK2, Baldur's Gate, Baldur's Gate II, Neverwinter Nights, Star Wars: Knights of the Old Republic, Jade Empire, Mass Effect och Star Wars: The Old Republic, ett MMORPG baserat på deras egna Star-Wars rollspel, Star Wars: Knights of the Old Republic.

## Spel
| Titel                                                 | År   | Genre      | Spelmotor       | Plattform(er)                                                       | Noter |
| ----------------------------------------------------- | ---- | ---------- | --------------- | ------------------------------------------------------------------- | --- |
| Shattered Steel                                       | 1996 | Mech sim   |                 | MS-DOS, Mac OS Classic                                              | I begränsat antal. |
| Baldur's Gate                                         | 1998 | RPG        | Infinity Engine | Microsoft Windows, Mac OS Classic                                   | |
| Baldur's Gate: Tales of the Sword Coast               | 1999 | RPG        | Infinity Engine | Microsoft Windows, Mac OS Classic                                   | Expansionspaket till Baldur's Gate |
| MDK2                                                  | 2000 | TPS        | Omen Engine     | Microsoft Windows, Dreamcast, Playstation 2, WiiWare                | Uppföljare till MDK |
| Baldur's Gate II: Shadows of Amn                      | 2000 | RPG        | Infinity Engine | Microsoft Windows, Mac OS Classic                                   | |
| Baldur's Gate II: Throne of Bhaal                     | 2001 | RPG        | Infinity Engine | Microsoft Windows, Mac OS Classic                                   | Expansionspaket till Baldur's Gate II |
| Neverwinter Nights                                    | 2002 | RPG        | Aurora Engine   | Microsoft Windows, Linux, Mac OS X                                  | |
| Neverwinter Nights: Shadows of Undrentide             | 2003 | RPG        | Aurora Engine   | Microsoft Windows, Linux, Mac OS X                                  | Expansionspaket till Neverwinter Nights |
| Neverwinter Nights: Hordes of the Underdark           | 2003 | RPG        | Aurora Engine   | Microsoft Windows, Linux, Mac OS X                                  | Expansionspaket till Neverwinter Nights |
| Star Wars: Knights of the Old Republic                | 2003 | RPG        | Odyssey Engine  | Microsoft Windows, Xbox, Mac OS X                                   | |
| Jade Empire                                           | 2005 | RPG        | Odyssey Engine  | Microsoft Windows, Xbox, Xbox 360, Mac OS X                         | |
| Mass Effect                                           | 2007 | RPG        | Unreal Engine 3 | Microsoft Windows, Xbox 360                                         | Publicerades tidigare av Microsoft 2007 och 2009 (Platinum Hits edition). EA publicerade trilogi-versionen 2012, inklusive en Playstation 3-portning (som inte utvecklades av BioWare). |
| Sonic Chronicles: The Dark Brotherhood                | 2008 | RPG        |                 | Nintendo DS                                                         | |
| Mass Effect Galaxy                                    | 2009 | Action RPG |                 | iOS                                                                 | |
| Dragon Age: Origins                                   | 2009 | RPG        | Eclipse Engine  | Microsoft Windows, Playstation 3, Xbox 360, Mac OS X                | Beskrivs som en andlig efterträdare till deras spelserie Baldur's Gate. |
| Mass Effect 2                                         | 2010 | RPG        | Unreal Engine 3 | Microsoft Windows, Playstation 3, Xbox 360                          | |
| Dragon Age: Origins – Awakening                       | 2010 | RPG        | Eclipse Engine  | Microsoft Windows, Playstation 3, Xbox 360, Mac OS X                | Expansionspaket till Dragon Age: Origins |
| Dragon Age II                                         | 2011 | RPG        | Lycium Engine   | Microsoft Windows, Playstation 3, Xbox 360, Mac OS X                | |
| Star Wars: The Old Republic                           | 2011 | MMORPG     | HeroEngine      | Microsoft Windows                                                   | |
| Mass Effect 3                                         | 2012 | RPG        | Unreal Engine 3 | Microsoft Windows, Playstation 3, Xbox 360, Wii U                   | |
| Star Wars: The Old Republic – Rise of the Hutt Cartel | 2013 | MMORPG     | HeroEngine      | Microsoft Windows                                                   | Expansionspaket till Star Wars: The Old Republic |
| Star Wars: The Old Republic – Galactic Starfighter    | 2014 | MMORPG     | HeroEngine      | Microsoft Windows                                                   | Expansionspaket till Star Wars: The Old Republic |
| Star Wars: The Old Republic – Galactic Strongholds    | 2014 | MMORPG     | HeroEngine      | Microsoft Windows                                                   | Expansionspaket till Star Wars: The Old Republic |
| Dragon Age: Inquisition                               | 2014 | RPG        | Frostbite 3     | Microsoft Windows, Playstation 3, Playstation 4, Xbox 360, Xbox One | |
| Dragon Age: Inquisition – Jaws of Hakkon              | 2015 | RPG        | Frostbite 3     | Microsoft Windows, Playstation 4, Xbox One                          | Expansionspaket till Dragon Age: Inquisition |
| Dragon Age: Inquisition – The Descent                 | 2015 | RPG        | Frostbite 3     | Microsoft Windows, Playstation 4, Xbox One                          | Expansionspaket till Dragon Age: Inquisition |
| Dragon Age: Inquisition – Trespasser                  | 2015 | RPG        | Frostbite 3     | Microsoft Windows, Playstation 4, Xbox One                          | Expansionspaket till Dragon Age: Inquisition |
| Mass Effect: Andromeda                                | 2017 | RPG        | Frostbite 3     | Microsoft Windows, Playstation 4, Xbox One                          | |
| Anthem                                                | 2019 | RPG        | Frostbite 3     | Ännu ej bestämt                                                     | Under utveckling |
| Obetitlat Star Wars-spel                              | TBA  | TBA        | Frostbite 3     | TBA                                                                 | Under utveckling |